# Gospodar prstenova: Prstenovi moći
Gospodar prstenova: Prstenovi moći (eng. The Lord of the Rings: The Rings of Power) američka je fantastična televizijska serija koju su razvili J. D. Payne i Patrick McKay za Amazon Prime Video. Temeljena na romanu Gospodar prstenova i njegovim dodacima J. R. R. Tolkiena, serija je smještena u Drugo doba Međuzemlja, tisućama godina prije Tolkienovih Hobita i Gospodara prstenova. Producirao ga je Amazon Studios u suradnji s New Line Cinema, te u suradnji s Tolkien Estateom.
Amazon je kupio televizijska prava za Gospodara prstenova od Tolkien Estatea u studenom 2017., čime se obvezao na proizvodnju pet sezona u vrijednosti od najmanje milijardu američkih dolara. To bi je učinilo najskupljom televizijskom serijom ikada snimljenom. Payne i McKay angažirani su u srpnju 2018. Serija se prvenstveno temelji na dodacima Gospodara prstenova, koji uključuju raspravu o Drugom dobu, a Tolkienov unuk Simon Tolkien konzultiran je o razvoju serije. Prema zahtjevima Amazonovog ugovora s Tolkien Estateom, to nije nastavak filmskih trilogija Gospodar prstenova i Hobit, unatoč uključenosti New Line Cinema, odgovornog za obje trilogije. Produkcija je namjeravala evocirati filmove koristeći sličan produkcijski dizajn, mlađe verzije likova iz filmova i glavnu glazbenu temu Howarda Shorea, koji je skladao glazbu za trilogije. Bear McCreary je skladao glazbu za seriju. Angažirana je velika međunarodna glumačka postava, a snimanje prve sezone od osam epizoda odvijalo se na Novom Zelandu, gdje su i filmovi producirani, od veljače 2020. do kolovoza 2021. (uz produkcijsku stanku zbog pandemije COVID-19). Amazon je preselio produkciju budućih sezona u Ujedinjeno Kraljevstvo, gdje je snimanje druge sezone počelo 3. listopada 2022. Snimanje 3. sezone započelo je u ožujku 2025..
Serija je premijerno prikazana 1. rujna 2022., s prve dvije epizode, za koje je Amazon naveo da su imale najviše gledatelja za premijeru Prime Videoa. Ostatak prve sezone od osam epizoda trajao je do 14. listopada. Dobio je uglavnom pozitivne kritike od kritičara, s posebnim pohvalama za kinematografiju, glumu, vizualni prikaz i glazbeni rezultat, ali i neke kritike za tempo i karakterizaciju. Druga sezona je prikazana je od kolovoza do studenog 2024., uz slične reakcije.

## Radnja
Smještena tisućama godina prije događaja iz Hobita i Gospodara prstenova, serija se temelji na povijesti Međuzemlja autora J. R. R. Tolkiena. Počinje u vrijeme relativnog mira i pokriva sve glavne događaje Drugog doba Međuzemlja: kovanje Prstenova moći, uspon Mračnog gospodara Saurona, pad otočnog kraljevstva Númenor i posljednji savez između vilenjaka i ljudi. Ovi se događaji odvijaju tisućama godina u Tolkienovim originalnim pričama, ali su sažeti za seriju.

## Likovi
Vilenjaci
- Morfydd Clark kao Galadriel: ratnica koja vjeruje da se Zlo vraća u Međuzemlje. Serija prikazuje put lika od ratnice do "mudre državnice" kakva je prikazana u Tolkienovom Gospodaru prstenova.
- Robert Aramayo kao Elrond: poluvilenjački arhitekt i političar prije osnivanja Rivendella.
- Benjamin Walker kao Gil-galad: visoki kralj vilenjaka, koji vlada iz kraljevstva Lindona. Lik se spominje u Tolkienovom Gospodaru prstenova u pjesmi pod nazivom "Pad Gil-galada".
- Ismael Cruz Córdova kao Arondir: Silvanski vilenjak sa zabranjenom ljubavi prema ljudskoj iscjeliteljici Bronwyn, slično Tolkienovim ljubavnim pričama o Berenu i Lúthien te Aragornu i Arwen.
- Charles Edwards kao Celebrimbor: poznati vilenjački kovač, koji kuje Prstenove moći, on je "briljantni majstor" poznat u cijelom Međuzemlju koji je prijatelj Patuljaka iz Khazad-dûma.

Ljudi
- Nazanin Boniadi kao Bronwyn: iscjeliteljica i majka, vlasnica apoteke u Južnim zemljam
- Tyroe Muhafidin kao Theo: Bronwynin sin.
- Lloyd Owen kao Elendil: numenórejski pomorski kapetan i Isildurov otac.
- Cynthia Addai-Robinson kao Míriel: kraljica regentica Númenora, otočnog kraljevstva kojim vladaju ljudi koji potječu od Elrondovog poluvilenjačkog brata Elrosa.
- Trystan Gravelle kao Pharazôn: númenórejski savjetnik kraljice regentice Mírie.
- Maxim Baldry kao Isildur: numenórejski mornar, sin Elendia.
- Ema Horvath kao Eärien: Isildurova sestra.
- Leon Wadham kao Kemen: Pharazônov sin.

Patuljci
- Owain Arthur kao Durin IV: sin Durina III i princ Khazad-dûma. Princ Durin ima zategnut odnos sa svojim ocem i želi povećati Khazad-dûmovo bogatstvo iskopavanjem novootkrivenog mitrila.
- Sophia Nomvete kao Disa: žena Durina IV i princeza od Khazad-dûma.

Harfoots
- Lenny Henry kao Sadoc Burrows (1. sezona): Harfoot starješina i tragač.
- Sara Zwangobani kao Marigold Brandyfoot: Largova žena.
- Dylan Smith kao Largo Brandyfoot: Norin otac.
- Markella Kavenagh kao Elanor "Nori" Brandyfoot: mlada Harfoot s "željom za avanturom" ona je kći Larga i pokćerka Marigold.
- Megan Richards kao Poppy Proudfellow: znatiželjni Harfoot i Noriina prijateljica.

Druge rase
- Daniel Weyman kao Gandalf: jedan od Istara, koji pada s neba u plamenom meteoru.
- Charlie Vickers kao Halbrand/Sauron: Mračni gospodar Mordora prerušen u Južnjaka koji pokreće stvaranje Tri prstena nakon što se sprijateljio s nesvjesnom Galadriel.
- Joseph Mawle kao Adar: Uruk, vilenjak kojeg je iskvario Melkor, vođa Orka koji su zarobili ljude da kopaju tunele i uzmu Južne zemlje kao svoj novi dom. Njegovo ime na sindarinski znaći ‘otac’.

## Proizvodnja

### Razvoj

#### Pozadina i najava
U srpnju 2017. nagođena je parnica između Warner Brosa, studija koji stoji iza filmskih trilogija Gospodar prstenova i Hobit, i ostavine autora J. R. R. Tolkiena na čijim su knjigama ti filmovi temeljeni. S dvije strane "u boljim odnosima", počeli su nuditi prava na potencijalnu televizijsku seriju temeljenu na Tolkienovom Gospodaru prstenova nekoliko prodajnih mjesta, uključujući Amazon, Netflix i HBO, s početnom cijenom od 200 USD milijuna. Amazon se pojavio kao predvodnik do rujna i ušao u pregovore. Neuobičajeno za razvoj programiranja u studiju, izvršni direktor Amazona Jeff Bezos osobno je bio uključen u pregovore. Bezos je prethodno dao Amazon Studios mandat za razvoj ambiciozne fantastične serije usporedive s HBO-ovom Igrom prijestolja. Studio je odlučio nastaviti s Gospodarom prstenova, čiji je Bezos bio osobni obožavatelj. To je učinilo Amazon glavnim kandidatom za projekt.
Amazon je u početku ponudio prepričavanje Gospodara prstenova slično filmskom serijalu Petera Jacksona, ali to je Tolkien Estate odbio. Netflix je u međuvremenu ponudio razvoj nekoliko serija usredotočenih na likove poput Gandalfa i Aragorna, što je također odbijeno. Amazon je naposljetku uspio uvjeriti imanje bez ikakvog posebnog pokušaja, kombinacijom iznosa ponude i obećanjem njihove uloge u donošenju kreativnih odluka. Dana 13. studenog 2017. objavljeno je da je Amazon preuzeo globalna televizijska prava za blizu 250 milijuna američkih dolara. Komentatori iz industrije opisali su ovaj iznos — prije bilo kakvih troškova proizvodnje i bez ikakvog kreativnog talenta povezanog s projektom — kao "ludi", iako su neki smatrali da je projekt više reputacijski rizik za Amazon nego financijski zbog Bezosova bogatstva. Međutim, Hollywood Reporter je kasnije izvijestio da je ponudu od 250 milijuna dolara dao Netflix, a Amazonova ponuda bila je manja za desetke milijuna dolara, iako je još uvijek bila značajna.
Amazonov streaming servis Prime Video posvetio je više sezona serije, s mogućnošću i spin-off serije. Očekivalo se da će budžet biti u rasponu od 100 do 150 milijuna američkih dolara po sezoni, a vjerojatno će na kraju premašiti milijardu američkih dolara što bi je učinilo najskupljom televizijskom serijom ikada snimljenom. Televizija Warner Bros. nije bila uključena u projekt jer su ga Amazon Studios htjeli sami producirati. Amazon je surađivao s Tolkien Estate and Trust, HarperCollins i New Line Cinema (odjel Warner Bros. koji je producirao filmove). New Line je navodno uključen kako bi serija mogla koristiti materijal iz filmova. Tolkien Estate je nametnuo neka kreativna ograničenja na seriju, a ugovor je predviđao početak produkcije u roku od dvije godine.

#### Kreativni tim
U travnju 2018. redatelj filmova Gospodar prstenova i Hobit Peter Jackson počeo je raspravljati o svom potencijalnom angažmanu s Amazonom, no do lipnja se nije očekivalo da će biti uključen u seriju. Kasnije tog mjeseca, voditeljica studija Amazon Jennifer Salke rekla je da su rasprave o Jacksonovom angažmanu u tijeku i dodala da je posao za seriju službeno dovršen tek mjesec dana ranije. Studio se sastajao s potencijalnim piscima o projektu i namjeravao je imati plan igre za seriju i tim za pisanje postavljen "vrlo brzo", s nadom da bi serija mogla debitirati 2021.. Studio je tražio prijedloge priče temeljene na bilo čemu u Tolkienovim Hobitu, Gospodaru prstenova i njihovim dodacima. J. D. Payne i Patrick McKay pokrenuli su seriju koja istražuje glavne događaje Drugog doba Međuzemlja, tisućama godina prije Gospodara prstenova, uključujući kovanje Prstenova moći, uspon Mračnog gospodara Saurona, pad otočnog kraljevstva Númenor, i posljednji savez između vilenjaka i ljudi. Ti su događaji obrađeni u petominutnom prologu u filmovima Gospodar prstenova, ali je par želio to proširiti u "50 sati televizije". Payne je rekao da se osjećao kao "nevjerojatna, neispričana priča" koja je "dostojna Tolkiena", a McKay je dodao: "Nismo htjeli raditi sporednu stvar. Spinoff ili priču o podrijetlu nečeg drugog. Mi smo željeli prikazati veliki Tolkienov mega ep, i Amazon se složio." Payne i McKay angažirani su za razvoj serije u srpnju 2018. Bili su nevjerojatan izbor, jer su pisali samo neproducirane ili nezaslužne tekstove prije serije, ali njihova se vizija uskladila s Amazonovom i za studio ih je zagovarao redatelj J. J. Abrams koji je s njima radio na neproduciranom filmu Zvjezdane staze.
U prosincu, Jackson je rekao da će on i njegovi producentski partneri pročitati neke scenarije za seriju i ponuditi bilješke o njima, ali bi inače uživao gledati Tolkienovu adaptaciju koju on nije napravio. Bryan Cogman pridružio se seriji kao konzultant u svibnju 2019. nakon potpisivanja cjelokupnog ugovora s Amazonom. Cogman je prethodno radio kao pisac na Igri prijestolja, a trebao je raditi zajedno s Payneom i McKayem na razvoju nove serije. U srpnju je J. A. Bayona angažiran da režira prve dvije epizode serije i služi kao izvršni producent zajedno sa svojom producentskom partnericom Belén Atienza. Krajem srpnja Amazon je objavio da će Payne i McKay biti voditelji i izvršni producenti serije te je otkrio cijeli kreativni tim koji je radio na projektu: izvršni producenti Bayona, Atienza, Bruce Richmond, Gene Kelly, Lindsey Weber, i Sharon Tal Yguado; koproducent Ron Ames; kostimografkinja Kate Hawley; produkcijski dizajner Rick Heinrichs; nadzornik vizualnih efekata Jason Smith; i ilustrator/konceptualni umjetnik John Howe, koji je bio jedan od glavnih konceptualnih dizajnera na filmovima. Očekivalo se da će tvrtka za specijalne efekte Wētā Workshop i dobavljač vizualnih efekata Wētā FX također biti uključeni u seriju kao što su bili i za filmove. Osim toga, otkriveno je da Tolkien učenjak Tom Shippey radi na seriji, ali on više nije bio uključen do travnja 2020. drugi Tolkien učenjaci i "stručnjaci za predaju" ostali su uključeni.
Nakon razvoja prve sezone, Cogman je napustio seriju kako bi se usredotočio na razvoj novih projekata. Kelly je također napustila seriju, dok je Yguado otišao kada je napustila svoju ulogu voditeljice žanrovskog programiranja Amazon Studios. Callum Greene pridružio se kao novi izvršni producent do prosinca 2020., nakon što je prethodno bio producent na Hobit: Smaugova pustoš (2013.). Heinrichsa je na kraju zamijenio Ramsey Avery na mjestu dizajnera produkcije. U ožujku 2021. Wayne Che Yip najavljen je kao redatelj za četiri epizode serije, a postavljen je i kao koizvršni producent. Charlotte Brändström je otkrivena kao redateljica za još dvije epizode u svibnju. Jackson je tog kolovoza rekao da ga više nitko nije kontaktirao u vezi s scenarijima za seriju. Amazon je objasnio da je ugovor o stjecanju televizijskih prava za Gospodara prstenova zahtijevao da se serija razlikuje od Jacksonovih filmova, a Tolkien Estate je navodno bio protiv Jacksonovog angažmana u projektu. Unatoč tome, šouruneri su privatno razgovarali o seriji s Jacksonom, a Yguado je zagovarao njegovo uključivanje prije njezina izlaska.

#### Sezone
Prime Video je dao obvezu serije na više sezona, za koje se vjeruje da će trajati pet sezona, kao dio početnog ugovora s Tolkien Estateom, iako je usluga streaminga još uvijek morala dati formalno zeleno svjetlo za buduće sezone prije rad na njima mogao početi. U studenom je Amazon službeno naručio drugu sezonu serije i zakazao produkcijsku pauzu od četiri ili pet mjeseci dužu od uobičajene nakon završetka snimanja prve dvije epizode. To je trebalo omogućiti pregled svih snimaka za prve epizode, i tako se soba za scenariste serije mogla ponovno okupiti da započne rad na drugoj sezoni prije nastavka snimanja prve sezone. To je seriji dalo mogućnost snimanja prve dvije sezone jedna za drugom, kao što je to bio slučaj s filmovima Gospodar prstenova. Amazon je najavio da će se prva sezona sastojati od osam epizoda u siječnju 2020.  i otkrio puni naslov serije, Gospodar prstenova: Prstenovi moći, u siječnju 2022. Payne i McKay su smatrali da naslov može "živjeti dalje hrbat knjige pored drugih klasika J.R.R. Tolkiena." 

### Pisanje
Soba za pisce serije počela je s radom u Santa Monici do sredine veljače 2019. Salke je opisao opsežne sigurnosne mjere koje su poduzete kako bi se detalji o ovom tekstu zadržali u tajnosti, uključujući zalijepljene prozore i zaštitara koji je zahtijevao da se od onih koji ulaze daju otisci prstiju. Osim Paynea i McKaya, scenaristi serije su Gennifer Hutchison, Helen Shang, Jason Cahill, Justin Doble, Bryan Cogman i Stephany Folsom, dok Glenise Mullins djeluje kao pisac konzultant. Scenaristička soba trebala je biti raspuštena nakon početka produkcije serije, ali bi se ponovno okupila tijekom četiri ili pet mjeseci pauze u snimanju koja je bila zakazana nakon produkcije prve dvije epizode. Očekivalo se da će scenaristi planirati drugu sezonu i napisati većinu scenarija tijekom ove stanke u produkciji.
Gospodar prstenova i Hobit smješteni su u Treće doba, dok se Prvo i Drugo doba istražuju u drugim Tolkienovim spisima kao što su Silmarillion, Nedovršene priče i Povijest Međuzemlja. Budući da je Amazon otkupio samo televizijska prava za Gospodara prstenova i Hobita, pisci su morali identificirati sve reference na Drugo doba u tim knjigama i stvoriti priču koja će premostiti te odlomke. Oni su prvenstveno u dodacima Gospodara prstenova, ali također i u određenim poglavljima i pjesmama. Tolkienovo imanje bilo je spremno staviti veto na bilo kakve promjene u odnosu na njegov ustaljeni narativ, uključujući sve što je bilo u suprotnosti s onim što je Tolkien napisao u drugim djelima. Pisci su mogli slobodno dodavati likove ili detalje i surađivali su s imanjem i stručnjacima za Tolkienovu predaju kako bi osigurali da oni i dalje budu "tolkienovski". Upućivali su na pisma koja je Tolkien napisao o svojim djelima i mitologiji za dodatni kontekst o radnji i likovima. Simon Tolkien, romanopisac i unuk J.R.R. Tolkiena, savjetovao je o seriji i pomogao u razvoju njezine priče i likova. Zaslužan je kao "serijski konzultant". Voditelji serije nisu se složili s tvrdnjama da je serija samo "nejasno povezana" s Tolkienovim spisima. McKay je rekao da su osjećali da je "duboko, duboko povezana" i "priča kojom upravljamo koja je bila ovdje prije nas i čekala je u tim knjigama" da bude ispričana. Odricanje od odgovornosti nalazi se u odjavnoj špici serije u kojoj se navodi da su neki elementi "inspirirani, iako nisu sadržani u originalnom izvornom materijalu".
Payne i McKay znali su da se očekuje da će serija trajati pet sezona i bili su u mogućnosti planirati elemente posljednje sezone, uključujući posljednji kadar serije, dok su radili na prvoj. Budući da uglavnom nisu bili u mogućnosti prilagoditi izravne dijaloge iz Tolkienovih priča o Drugom dobu, pisci su pokušali prenamijeniti Tolkienov dijalog kojemu su imali pristup dok su također crpili inspiraciju iz vjerskih tekstova i poezije. Oni su prilagodili dijalog različitim likovima koristeći dijalekte i poetske mjere. Leith McPherson vratio se iz filmova o Hobitu kao učitelj dijalekta i primijetio da se Tolkienovi izmišljeni jezici razvijaju tijekom vremena, tako da su različiti za Drugo doba u usporedbi s Trećim. Vilenjaci iz serije uglavnom govore Quenya, jezik opisan kao "vilenjački latinski" koji se često koristi samo za čarolije u Trećem dobu. Patuljasti i orčki se također čuju, zajedno s engleskim, škotskim i irskim dijalektima. Najveće odstupanje napravljeno od Tolkienovih djela, koje su odobrili imanje i stručnjaci za predanje, bilo je sažimanje Drugog doba s tisuća godina na kratko vremensko razdoblje. Time je izbjegnuto često umiranje ljudskih likova zbog relativno kratkog životnog vijeka i omogućeno je da se glavni likovi iz kasnijeg vremenskog slijeda uvedu ranije u seriji. Voditelji serije razmatrali su korištenje nelinearnog pripovijedanja umjesto toga, ali su smatrali da bi to spriječilo publiku da emocionalno ulaže u seriju. Rekli su da mnoge povijesne drame iz stvarnog života također sažimaju događaje poput ovog i smatrali su da još uvijek poštuju "duh i osjećaj" Tolkienovih spisa.
Nakon što je otkriveno da je serija angažirala Jennifer Ward-Lealand kao koordinatoricu intimnosti, obožavatelji Tolkiena izrazili su zabrinutost da će serija uključivati grafički seks i nasilje u stilu Igre prijestolja. Payne i McKay rekli su da to neće biti slučaj i da će serija biti prilagođena obitelji. Nadali su se da će evocirati ton Tolkienovih knjiga, koji može biti "intenzivan, ponekad prilično političan, ponekad prilično sofisticiran — ali je također dirljiv, životan i optimističan." Također su rekli da ne žele biti pod utjecajem moderne politike, umjesto toga da teže ispričati bezvremenu priču koja odgovara Tolkienovoj vlastitoj namjeri da stvori mitologiju koja će uvijek biti primjenjiva.
Prva sezona prikazuje nekoliko lokacija koje dosad nisu bile viđene u filmskim adaptacijama, uključujući vilenjačku prijestolnicu Lindon i otočno kraljevstvo Númenor, ali se također vraća na poznata mjesta iz filmova kao što je Khazad-dûm, koji je u ruševinama tijekom filmova Gospodar prstenova, ali je prikazan u svom "punom sjaju" tijekom serije. Jedna od grupa koje serija uključuje su Harfooti, prikazani kao prethodnici popularne rase Hobit iz Hobita i Gospodara prstenova. Payne i McKay objasnili su da smatraju da serija publici ne bi doista izgledala kao Međuzemlje bez Hobita. Tolkienovi spisi navode da Hobiti nisu bili poznati tijekom Drugog doba, pa su umjesto toga odlučili istražiti Harfoote, rekavši da su bili "zadovoljavajuće susjedni Hobitima". Harfooti su prikazani kao članovi nomadskog društva i njihova se priča odvija na "marginama većih zadataka" što je uspoređivano s predstavom Rosencrantz i Guildenstern su mrtvi.  McKay je rekao da je prva sezona bila o "ponovnom predstavljanju ovog svijeta i povratku zla", fokusirajući se na uvođenje Drugog doba Međuzemlja i herojskih glavnih likova, a ne na pričanje priče "usredotočene na zlikovce". McKay je rekao da je na sezonu utjecao dijalog iz drugog poglavlja Tolkienova Gospodara prstenova, "Sjena prošlosti", što je parafrazirao kao "Nakon poraza i predaha, sjena ponovno raste u novom obliku." Bayona je rekao da će sezona nagovijestiti prisutnost Saurona, a cjelokupna priča je bila o "posljedicama rata i sjeni prošlosti". Na njega je utjecalo vlastito djetinjstvo dok je odrastao u Španjolskoj nakon frankističke diktature.

### Dizajn
Jackson je u prosincu 2018. shvatio da će serija biti smještena u istom kontinuitetu kao i filmovi, a Amazon je želio biti u skladu s dizajnom koji je za njih stvoren, što je ilustrator i konceptualni umjetnik John Howe ponovio u kolovozu 2019. rekavši da su showrunneri bili odlučni ostati vjerni dizajnu filmskih trilogija. Payne i McKay kasnije su pojasnili da serija nije izravan nastavak filmova, prema Amazonovom ugovoru za seriju, ali nisu željeli da se "sukobi" s filmovima i pokušali su imati sličan dizajn. Iskoristili su Howeovo iskustvo rada na Jacksonovim adaptacijama, kao i iskustvo kostimografkinje Kate Hawley koja je radila na Hobit filmovima. Ostali utjecaji uključivali su animiranu televizijsku adaptaciju Hobita iz 1977. od Rankina/Bassa.
Howe je ispunio 40 bilježnica crteža za projekt do svibnja 2022. i rekao je da je najveća razlika između filmova i serija to što su potonji posjećivali nove lokacije, poput oceana Međuzemlja. Averyn najveći izazov bio je učiniti da Međuzemlje bude poznato i novo. Odlučio je izgraditi što je moguće više praktičnih scenografija, želeći da se serija "osjeća stvarno i iskreno... kako bi se osiguralo da glumci imaju svijet koji se čini nastanjivim". Payne je rekao da je biti na setu "kao da ideš u Međuzemlje svaki dan na posao". Avery je koristio različite stilove za svaku lokaciju, kao što su Lindonovi "stupovi poput stabla" koji su bili inspirirani gotičkom arhitekturom. Dodao je "arborealne detalje" kako bi odražavao ljubav vilenjaka prema prirodi. Khazad-dûm je dizajniran da bude "manje strog" od filmske verzije, koristeći "osjetljivost prema kamenu" umjesto "oštrih linija i golemih kipova" kako bi prikazao kraljevstvo prije nego što su Patuljci "postali pohlepni". Avery je usporedio velike kotače na Harfoot kolima s okruglim vratima Hobita viđenim u filmovima.
Payne, McKay i Avery dosta su se usredotočili na Númenor, što je Payne objasnio zato što "nikad prije nije viđen. Ljudi imaju neke ideje o tome kako izgledaju vilenjaci ili kako izgledaju patuljci i kako bi ta kraljevstva mogla izgledati. Ali Númenor bio je, na neki način, prazno platno." Isplanirali su cijeli grad i pobrinuli se da to odražava Tolkienov opis da je izvorno imao vilenjačke utjecaje, ali da je postajao sve više "ljudski" kako se razvijao. Tolkien je također usporedio grad s Venecijom, tako da je Avery crpio inspiraciju iz tog grada i njegove povezanosti s vodom. Koristio je plavu boju na mnogim lokacijama u gradu kako bi naglasio odnos kulture s vodom i jedrenjem. Númenorove "nadolazeće mramorne strukture" i "odvažni oblici, bogate boje i geometrijski ornamenti" inspirirani su starom Grčkom, starim Egiptom i ostatkom sjeverne Afrike i Bliskog istoka. Jasan oblik jedara na númenórejskim brodovima temeljio se na ceremonijalnim pokrivalima za glavu koja su nosili gondorski kraljevi, potomci Númenórejaca, u Trećem dobu. Avery je radio sa stručnjacima kako bi osigurao da brodovi i dalje rade s jedinstvenim jedrima. Glavni set Númenora bio je gotovo 300.000 četvornih stopa (28.000 m2) i opisan je kao "cijeli obalni grad" sa zgradama, uličicama, svetištima, grafitima i brodom usidren u luci unutar velikog spremnika za vodu. Postojali su dodatni setovi za određene lokacije u gradu. Setovi su napravljeni od puno pravih materijala koji su bili jeftiniji za nabavu na Novom Zelandu od "filmskih krivotvorina koje se obično koriste za uštedu vremena i novca na setovima u Los Angelesu". Averyjev tim također je stvorio oblik rimskog betona koristeći školjke koje su koristili u uličicama kako bi prikazali dio povijesti grada. Kako bi dodatno pomogao uživljavanju glumaca, Avery je koristio prave biljke, voće i tamjan na setu kako bi "mirisi bili pravi". Yip je opisao setove Númenora kao "prekrasne... bili smo tamo tjednima, ali svaki dan bih primijetio novi detalj".
Jamie Wilson je bio voditelj protetike za seriju nakon što je prethodno radio na filmskim trilogijama. Primijetio je da je došlo do napretka u dostupnoj tehnologiji otkad su filmovi proizvedeni, uključujući inkapsulirani silikon koji izgleda puno više poput prave kože nego prijašnje tehnike. Tim za protetiku također je blisko surađivao s odjelom vizualnih efekata serije za digitalna "podešavanja" protetike. Voditelji serije bili su posebno zainteresirani za prikaz Orka u seriji i za korištenje praktičnih učinaka gdje god je to moguće. Wilson je objasnio da su Orci u seriji trebali izgledati "mlađe" od onih u filmovima, budući da te skupine tek izlaze iz skrovišta. Zbog toga, Orci iz serije imaju manje ožiljaka od bitaka od onih u filmovima, a također su i svjetlije puti s nekim kožnim oboljenjima uzrokovanima novim izlaganjem suncu.

## Snimanje

#### Novi Zeland
Salke je u lipnju 2018. rekao da bi serija mogla biti proizvedena na Novom Zelandu, gdje su filmovi snimljeni, ali Amazon je također bio voljan snimati u drugim zemljama sve dok mogu "osigurati te lokacije na stvarno autentičan način, jer mi to želimo izgledati nevjerojatno." Predprodukcija serije je navodno započela otprilike u to vrijeme u Aucklandu, dok je izviđanje lokacija također bilo u Škotskoj, uključujući oko otoka Skye, Portpatrick, Scourie, Perthshire i Loch Lomond. Amazon i Creative Scotland vodili su razgovore o tome da će serija biti smještena u novim studijima koji su bili u izgradnji u Leithu, Edinburgh. U prosincu je Amazon održao "krizni sastanak" s Davidom Parkerom, tadašnjim novozelandskim ministrom ekonomskog razvoja, nakon što je studio zaprijetio da će izbaciti produkciju iz zemlje zbog nedostatka slobodnog studijskog prostora u Aucklandu. New Zealand's Major Screen Production Grant, koji daje povrat poreza za produkcije, ponuđen je Amazonu, ali Parker nije predložio nikakav poseban ugovor jer je želio da se serija radi "po uvjetima koji su dobri za Novi Zeland".
Amazon je odlučio snimiti prvu sezonu na Novom Zelandu, gdje su snimljeni filmovi Gospodar prstenova, uključujući lokacije na poluotoku Coromandel, Fiordland, Piha i Rangitikei.
Produkcija se primarno trebala odvijati u Aucklandu, ali se očekivalo da će se dodatno snimanje odvijati u Queenstownu i drugim mjestima diljem Novog Zelanda. Auckland je odabran kao primarna lokacija snimanja na Novom Zelandu jer su studiji Wellington u kojima su filmovi producirani koristili filmovi Avatar u to vrijeme. Ugovori o najmu serije u Kumeu Film Studios i Auckland Film Studios stupili su na snagu u srpnju, a Amazon je službeno potvrdio da će se serija snimati na Novom Zelandu u rujnu 2019. nakon dovršetka pregovora s Vladom Novog Zelanda, Novozelandskom filmskom komisijom , i Turizam, događanja i gospodarski razvoj Aucklanda (ATEED). Studio je rekao da će snimanje započeti u "nadolazećim mjesecima", dok se s ATEED-om još uvijek raspravlja o nekim određenim lokacijama. Payne i McKay rekli su da je kreativni tim odabrao Novi Zeland jer su trebali "negdje veličanstveno, s netaknutim obalama, šumama i planinama" koje bi također moglo zadovoljiti zahtjeve produkcije serije.
Kroz New Zealand's Major Screen Production Grant, sve filmske i televizijske produkcije dobivaju 20 posto popusta na porez, a one koje nude "značajne ekonomske koristi" mogu pregovarati za dodatnih 5 posto popusta. Kako bi dobio pristup potonjem, Amazon je u prosincu 2020. potpisao dva Memoranduma o razumijevanju s Novozelandskom komisijom za film, Turizmom Novog Zelanda i Ministarstvom poslovanja, inovacija i zapošljavanja (MBIE). Jedan memorandum ocrtavao je sveukupne obveze Amazona u zamjenu za dodatni povrat novca, a drugi je bio specifičan za prvu sezonu. Trebalo je potpisati daljnje memorandume za buduće sezone. Sporazumi su omogućili turizmu Novog Zelanda da promovira zemlju koristeći materijale iz serije, dok bi Amazon surađivao s Filmskom komisijom kako bi pomogao u razvoju sektora ekrana u zemlji i s MBIE-om kako bi pokrenuo "inovacijski program" u korist novozelandskih kompanija i istraživačkih grupa.  Pojedinosti memoranduma otkrivene su u travnju 2021. kada je novozelandski ministar ekonomskog razvoja i turizma, Stuart Nash, otkrio da je Amazon potrošio 650 milijuna novozelandskih dolara (465 milijuna američkih dolara) na prvu sezonu, što ga čini prihvatljivim za 160 novozelandskih dolara milijuna (114 milijuna USD) povrata poreza. James Hibberd iz The Hollywood Reportera primijetio je da iznos od 465 milijuna američkih dolara "gotovo sigurno" uključuje dodatne troškove proračuna produkcije sezone, uključujući početne troškove izrade scenografija, kostima i rekvizita koji će se koristiti iu budućim sezonama. U kolovozu je Amazon objavio da seli proizvodnju budućih sezona u Ujedinjeno Kraljevstvo i da neće zadržati uvjete memoranduma koje su potpisali. Nash je potvrdio da serija više nije kvalificirana za dodatni rabat (oko 33 milijuna novozelandskih dolara ili 23 milijuna američkih dolara).

#### Sezona 1
Pregledi s glumačkom postavom započeli su na Novom Zelandu sredinom siječnja 2020., prije početka snimanja početkom veljače, pod radnim nazivom Untitled Amazon Project ili jednostavno UAP. Produkcija je bila bazirana u Aucklandu, prvenstveno u Kumeu Film Studios i Auckland Film Studios, kao i Kelly Park Film Studios. J. A. Bayona režirao je prve dvije epizode i priznao "ogromna očekivanja" od serije, posebno nakon "visoke letvice" postavljene Jacksonovim filmovima. Óscar Faura bio je snimatelj za dvije epizode nakon što je radio istu ulogu u svim prethodnim Bayoninim filmovima. Kao dio produkcijskog pristupa tajnovitosti, glumci su često bili zaustavljeni da uđu na setove u kojima nisu imali scene. Korištene su različite tehnike kako bi glumci Patuljaka i Harfoot izgledali manji od ostatka glumačke postave, uključujući prevelike rekvizite i proteze, te glumce koji gledaju preko glava svojih scenskih partnera.
Snimanje na lokaciji odvijalo se oko Aucklanda u veljači. Očekivalo se da će se snimanje prve dvije epizode nastaviti do svibnja, nakon čega će uslijediti pauza produkcije od četiri ili pet mjeseci duža od uobičajene kako bi se omogućio pregled svih snimaka epizoda i kako bi scenaristi mogli početi raditi na druga sezona. Proizvodnja se trebala nastaviti sredinom listopada i nastaviti do kraja lipnja 2021. Međutim, snimanje je stavljeno na neodređeno vrijeme sredinom ožujka 2020., nakon 25 dana snimanja, zbog pandemije COVID-19. Oko 800 glumaca i članova ekipe rečeno je da ostanu kod kuće. Snimanje je dopušteno da se nastavi početkom svibnja prema novim sigurnosnim smjernicama novozelandske vlade, kada je potvrđeno da je većina snimanja za prve dvije epizode završena. Umjesto dovršetka epizoda tada, prekid snimanja je prešao u planiranu produkcijsku pauzu i dvije su epizode trebale biti dovršene kada snimanje daljnjih epizoda bude spremno za početak. Ekipa je iskoristila produženu pauzu u snimanju kako bi poboljšala dizajn i scenarij za sezonu, uključujući prilagodbu završetka sezone kako bi se bolje uskladio s pričom druge sezone na kojoj su scenaristi radili. Serija je bila jedna od sedam filmskih i televizijskih produkcija kojima su dopušteni izuzeci kako bi se članovima glumačke ekipe i ekipe omogućio ulazak na Novi Zeland dok su njegove granice bile zatvorene za građane koji nisu Novozelanđani zbog COVID-19. Izuzeća je prije 18. lipnja odobrio ministar ekonomskog razvoja Phil Twyford, a odnosila su se na 93 člana produkcije, kao i na 20 članova obitelji. Vjeruje se da oko 10 posto ekipe serije nisu Novozelanđani, a mnogi od njih ostali su u zemlji tijekom pandemije i nisu zahtijevali iznimke. Predprodukcija za daljnje epizode započela je do srpnja 2020., a snimanje je nastavljeno 28. rujna.
Bayona je završio snimanje svojih epizoda do 23. prosinca. Produkcija daljnjih epizoda trebala je započeti u siječnju 2021. nakon dvotjedne božićne stanke. Yip je potvrdio da je počeo snimati svoje epizode do ožujka, a Brändström je bila na Novom Zelandu radi produkcije serije u svibnju. Aaron Morton i Alex Disenhof bili su snimatelji njihovih epizoda. Walker je u lipnju rekao da nije siguran koliko još glumci trebaju ostati na Novom Zelandu, rekavši da je vremenski raspored produkcije "pomalo nebulozan" i da će nas Amazon "pustiti kad završe s nama"; mnogi članovi međunarodne glumačke postave serije nisu mogli napustiti Novi Zeland tijekom snimanja zbog restriktivnih graničnih politika u zemlji iz doba pandemije koje su ograničavale tko može izaći i vratiti se, kao i zahtijevale dvotjednu karantenu za sve koji uđu u zemlju. To je značilo da su mnogi glumci bili zarobljeni u zemlji gotovo dvije godine, a Boniadi je rekao da je glumačka ekipa "postala društvo [koje] je bilo prisiljeno oslanjati se jedni na druge. Nismo imali nikoga drugoga. Bili smo na otoku, daleko od naših sustava podrške, usred pandemije." Addai-Robinson je dodao: "Morali smo biti tu jedni za druge na način koji se razlikuje od ostalih poslova na lokaciji. Stvarno se radilo o tom zaštitnom mjehuru i pokušaju da se usredotočimo na zadatak." Ostali članovi glumačke postave pomogli su Nomvete i njezinom suprugu da čuvaju njihovo novorođenče tijekom snimanja. Zatvorena granica također je značila da rukovoditelji Amazona nisu mogli posjetiti i pratiti skupu proizvodnju.
U srpnju 2021. nekoliko je kaskadera navelo da je viši nadzornik kaskadera za produkciju stvorio "neugodno okruženje" koje je pridonijelo nesigurnom radnom mjestu. Najmanje tri kaskadera ozbiljno su ozlijeđena na setu, uključujući kaskaderku Daynu Grant koja je u ožujku pretrpjela ozljedu glave i dijagnosticirana joj je aneurizma mozga i ozljeda gornjeg dijela kralježnice; fanovi su skupili 100.000 NZ$ kako bi pomogli Grantu platiti operaciju. Kaskaderka Elissa Cadwell ozlijeđena je kada je udarila glavom pri padu u vodunk dok je uvježbavala vratolomiju u veljači 2020. Amazon je obavijestio novozelandsko regulatorno tijelo za zdravlje i sigurnost na radnom mjestu WorkSafe tjedan dana kasnije, kada se Caldwell oporavljala od ozljeda nakon liječenja u bolnici. Amazon je Caldwell platio 500.000 novozelandskih dolara, dijelom kako bi joj pomogao da se vrati kući u Australiju. Odgovarajući na optužbe, šef sigurnosne službe produkcije Willy Heatley rekao je da je stopa ozljeda bila 0,065 posto tijekom 16.200 dana kaskaderskog rada od početka snimanja, a to je uglavnom zbog "uobičajenih uganuća, modrica i istegnuća mišića i mekih tkiva povezanih s kaskaderima "
Snimanje je završeno 2. kolovoza 2021. Za sezonu je odabrano 38 lokacija za snimanje. 15 ih je bilo u Aucklandu, a ostali su uključivali zaljev Hauraki, poluotok Coromandel, Denize Bluffs u King Countryju, Mount Kidd u Fiordlandu, Piha, Rangitikei, nacionalni park Kahurangi, središnji Otago i Queenstown.  Za razliku od filmova, serija je koristila obale Novog Zelanda, uključujući neimenovanu plažu na Južnom otoku do koje je bilo moguće doći samo brodom ili helikopterom. Ovo je korišteno za ulaz u Númenorovu luku jer je imalo okolne kamene formacije koje su se podudarale s konceptualnom umjetnošću "King Stones" na ulazu u luku. Voditelji su namjeravali snimati u špiljama Waitomo za scene smještene u gradu Khazad-dûm, ali to se pokazalo nepraktičnim. Više od 1000 Novozelanđana bilo je ugovoreno za sezonu, a još oko 700 ih je neizravno angažirano.

#### Ujedinjeno Kraljevstvo
Na kraju snimanja sezone, ekipa nije bila sigurna kada će početi snimanje druge sezone, iako se očekivalo da će doći do stanke od najmanje godinu dana kako bi se omogućila postprodukcija prve sezone i pisanje za drugu sezonu biti dovršen. Amazon je zadržao zakup Auckland Film Studios i Kumeu Film Studios, a navodno i Studio West, za vrijeme trajanja pauze, što je omogućilo da setovi serije ostanu u studijima i spriječilo druge produkcije da koriste prostor.
Tjedan nakon završetka snimanja, Amazon je objavio da seli produkciju serije u Ujedinjeno Kraljevstvo počevši od druge sezone. U to je vrijeme Amazon bio u procesu rezerviranja studijskog prostora u Ujedinjenom Kraljevstvu, a Škotska je navodno bila predvodnik za nove lokacije za snimanje. Tvrtka je planirala poslati sve setove koji su napravljeni za prvu sezonu u Ujedinjeno Kraljevstvo i zaposliti novu ekipu sa sjedištem u Ujedinjenom Kraljevstvu budući da je većina ekipe prve sezone bila sa Novog Zelanda. Čimbenici koji su odigrali ulogu u promjeni uključivali su Amazonovo već veliko ulaganje u studijski prostor u Velikoj Britaniji za nekoliko drugih produkcija; uvjerenje da bi Ujedinjeno Kraljevstvo bilo "ekonomičniji izbor" nakon visokih troškova snimanja prve sezone na Novom Zelandu; mogućnost snimanja u drugim europskim zemljama u blizini Ujedinjenog Kraljevstva kao što je učinjeno za seriju Igra prijestolja; Tolkien Estate želi da se serija snima u Ujedinjenom Kraljevstvu jer je Tolkien bio inspiriran tamošnjim lokacijama za svoje knjige; i činjenica da je restriktivna granična politika Novog Zelanda u doba pandemije spriječila rukovoditelje Amazona da posjećuju i nadziru produkcije, dok mnogi međunarodni članovi glumačke postave (od kojih su više od polovice Britanci) nisu mogli napustiti zemlju gotovo dvije godine tijekom snimanja prve sezone. Amazon je u kolovozu 2020. ponudio plaćanje korištenja hotela i nekretnina za iznajmljivanje kao privatnih karantenskih objekata kako bi se proizvodnji omogućila veća fleksibilnost s putovanjima, ali je novozelandska vlada odbila tu ideju zbog potrebe za dodatnim uslugama vezanim uz karantenu. U Ujedinjenom Kraljevstvu 80 posto izdataka ispunjava uvjete za 25 posto povrata poreza kroz vladin program poreznih olakšica za "televiziju vrhunske kvalitete". 
Glumačka ekipa i ekipa za snimanje izrazili su žaljenje što se ne vraćaju na Novi Zeland za drugu sezonu. Izvršna producentica Lindsey Weber nazvala je to "teškim odlaskom" i rekla da ne bi mogli snimiti prvu sezonu bez novozelandske ekipe, jer su mnogi također radili na filmovima. Međutim, McKay je smatrao da bi, budući da je Tolkien bio inspiriran Ujedinjenim kraljevstvom za svoje spise, oni "donijeli posjed kući" s drugom sezonom, što bi bila "prilika... bremenita mogućnostima". Također je sugerirao da će buduće sezone posjećivati nove zemlje unutar Tolkienova svijeta što bi opravdalo postojanje novih lokacija snimanja.

#### Sezona 2
Predprodukcija druge sezone trebala bi započeti u Ujedinjenom Kraljevstvu u drugom tromjesečju 2022., a odvijala bi se istodobno s postprodukcijom prve sezone koja se na Novom Zelandu nastavljala do lipnja 2022. Bray Film Studios i Bovingdon Airfield, oba izvan Londona, trebali su biti početne produkcijske lokacije za sezonu. Voditelji serije su tražili dodatne lokacije za snimanje u lipnju 2022., a glumačka ekipa se pripremala za putovanje u UK u kolovozu prije početka snimanja u listopadu. Produkcija druge sezone započela je u Velikoj Britaniji 3. listopada 2022. 

### Vizualni efekti
Uz Wētā FX, vizualne efekte za prvu sezonu izradili su Industrial Light & Magic (ILM), Rodeo FX, Method Studios, DNEG, Rising Sun Pictures, Cause and FX, Cantina Creative, Atomic Arts i Outpost VFX. 1500 umjetnika vizualnih efekata radilo je na sezoni koja ima više od 9500 snimaka vizualnih efekata. Producent vizualnih efekata Ron Ames rekao je da su efekti dovršeni do kazališne rezolucije kako bi se mogli prikazati na zaslonima u rasponu od televizora do IMAX-a. Rad na efektima za sezonu uključivao je snimke u kojima se glumci Patuljaka i Harfoot pojavljuju maleni pored druge postave, proširenja seta i sekvence velikih efekata.

## Glazba
Prijavljeno je da je Howard Shore, skladatelj za filmove Gospodar prstenova i Hobit, razgovarao s Amazonom o radu na seriji u rujnu 2020. Rečeno je da je zainteresiran za razvijanje glazbenih tema, ali ne mora nužno skladati cijelu glazbu. Potvrđeno je da je Shore u pregovorima za seriju godinu dana kasnije, kada je navodno uključen i skladatelj Bear McCreary. Njihovo angažiranje službeno je najavljeno u srpnju 2022., pri čemu je McCreary skladao glazbu, a Shore glavnu naslovnu temu. McCreary je rekao da je glavna tema stvorena neovisno o partituri, ali smatra da se dvije "tako lijepo uklapaju".
McCreary je počeo raditi na seriji u srpnju 2021. i rekao je da je "prilika koja se pruža jednom u životu" raditi na tako ambicioznoj glazbi uz kreativnu slobodu koju je želio. Proveo je dva mjeseca pišući nove glazbene teme na temelju scenarija, koje je usporedio s pisanjem simfonije, a zatim ih je iskoristio za skladanje devet sati glazbe za prvu sezonu tijekom osam mjeseci. Želio je odati počast Shoreovoj glazbenoj ostavštini i nadao se da će stvoriti "kontinuitet koncepta" između serije i filmova, s 15 novih tema koje je napisao za sezonu koje su dodane "panteonu nezaboravnih melodija" koje je Shore napisao. Napomenuo je da će njegova glazba odražavati prikaz serije "ovih društava na vrhuncu" u usporedbi sa Shorovom glazbom za Treće doba koja je imala "čežnjivost i melankoliju”. McCreary je koristio različite pristupe za različite grupe u seriji: glazba za vilenjake sadrži "eterične glasove" i zbor, glazba patuljaka ima "duboke muške vokale", Harfooti imaju glazbu temeljenu na prirodnim zvukovima, a harmonijski jezik za Númenor ima bliskoistočne utjecaje.
Snimanje glazbe za svaku epizodu trajalo je četiri dana, uz korištenje orkestara od do 90 članova u Abbey Road Studios i AIR Studios u Londonu, kao i zbor od 40 članova na Synchron Stageu u Beču. Za zborsku glazbu, McCreary je izvukao tekst iz Tolkienovih djela i radio sa jezičnim stručnjacima serije na pisanju novih tekstova na Tolkienovim izmišljenim jezicima, uključujući vilenjačke jezike sindarin i quenya, patuljački jezik khuzdûl, crni govor i númenóreanski jezik adûnaic. Solisti su snimljeni u Los Angelesu i diljem Europe kako sviraju narodne instrumente kao što su hardanger violine, nyckelharpa, gajde i bodhrán bubnjevi. McCreary je još uvijek pisao glazbu za prvu sezonu u Los Angelesu dok je trajalo snimanje za većinu epizoda, ali je uspio dirigirati orkestrom za posljednju epizodu u studiju AIR u travnju 2022. 
Dva singla iz McCrearyjeve glazbe, "Galadriel" i "Sauron", objavljena su na Amazon Musicu 21. srpnja 2022. Nakon njih uslijedio je puni album s glazbenom podlogom koji sadrži Shoreovu glavnu temu i odabire iz McCrearyjeve glazbe. Album je objavljen na svim većim streaming servisima 19. kolovoza, a fizički će ga Mondo objaviti na CD-u (14. listopada) i vinilu (13. siječnja 2023.). Amazon Music verzija albuma uključuje dvije ekskluzivne pjesme. Dodatni albumi glazbenih zapisa koji sadrže punu glazbu za svaku epizodu bit će objavljeni nakon premijere epizode.

## Kritike
Na internetskoj stranici za prikupljanje recenzija Rotten Tomatoes, Gospodar prstenova: Prstenovi moći ima 85% odobravanja, s prosječnom ocjenom 10/10, na temelju 460 recenzija kritičara. Kritički konsenzus sažeo je: "Možda još nije One Show to Rule Them All, ali Prstenovi moći očarava svojom raskošnom prezentacijom i duboko proživljenim prikazom Međuzemlja." Na Metacriticu, koji koristi ponderirani prosjek, premijera serije dobila je ocjenu 71 od 100 na temelju 40 recenzija kritičara, što ukazuje na "općenito povoljne kritike".
Prve dvije epizode dobile su općenito pozitivne kritike od kritičara, s posebnim pohvalama za kinematografiju, vizualni prikaz i glazbenu partituru te neke kritike za tempo i karakterizaciju. Kevin Perry iz The Independenta pohvalio je seriju rekavši da "čeprka po dodacima 'Gospodara prstenova' JRR Tolkiena i dolazi do zlata”. Darren Franich iz Entertainment Weeklyja izrazio je negativno mišljenje, nazivajući to "posebnom katastrofom uništenog potencijala, žrtvovanjem neograničenih mogućnosti veličanstvenog svemira na oltaru prokušanog i istinskog blockbusterskog očaja" dok je kritizirao karakterizaciju Galadriel.
Dok je hvalio cjelokupnu produkciju, Ed Power iz The Irish Timesa i The Daily Telegrapha bio je kritičan prema pogođenim irskim naglascima Harfoota i vidio likove kao prikaz uvredljivih stereotipa o Ircima. Drugi irski kritičari i publikacije složili su se, iako su neki bili manje kritični prema ovom elementu.
Kritičar Stuart Heritage, pišući za The Guardian, opisao je seriju kao "nesposobnu". Smatrao je da je uglavnom loše odglumljen zbog neadekvatne režije, iako se divio izvedbi Morfyd Clark. Smatrao je da je glazba "sirupasta", rasvjeta neprikladna, a vizualni efekti varijabilne kvalitete unatoč cijeni predstave.
Alan Sepinwall u Rolling Stoneu komentirao je kako bi se moglo poželjeti da serija postigne više s manje. Bilo je, napisao je, "nezaboravnih, snažnih trenutaka", kao što je slučaj s Harfootima, ili načinom na koji je predstavljena Galadriel, ili Durinovim prijateljstvom s Elrondom, ili bitkom između ljudi i Orka prije nego što je Planina Doom eruptirala. Svejedno, po njegovom mišljenju, "zavjera tajanstvene kutije" o tome tko će se pokazati kao Sauron bila je prenapuhana i nije bila baš zanimljiva. Sepinwall je pronašao i akcijske i noćne sekvence uvelike pretjerano osvijetljene. Također je smatrao da je emisija nesigurna pokušava li zadovoljiti obožavatelje Tolkiena ili pridošlice.

### Odaziv publike
Dan nakon premijere serije, Amazon je blokirao recenzije serije na Prime Videou 72 sata kako bi osigurao da je svaka recenzija "legitimna" i da ne dolazi od internetskih trolova. James Hibberd iz The Hollywood Reportera nazvao je ovo neuobičajenim korakom, ali Amazon je naveo da je to politika koju je tvrtka uvela za sve svoje serije početkom godine. Hibberd je rekao da je to djelomično zbog bombardiranja recenzija od strane korisnika koji su objavljivali "brojne negativne kritike za [seriju] zbog percipiranih kulturnih ili političkih problema, a ne zbog njezine stvarne kvalitete". Međutim, Hibberd je također otkrio da se većina negativnih recenzija usredotočila na druge razloge kao što su priča, gluma i tempo. Smatrao je da bi se gledanost povećala kad bi serija mogla "pružiti dosljednu kvalitetu tijekom vremena... [i] osvojiti ljude" na sličan način kao istodobna Disney+ serija She-Hulk: Odvjetnica. Prosječne recenzije na IMDb-u i Googleu bile su nešto više od ocjene publike Rotten Tomatoesa u tom trenutku, ali su bile polarizirane s većinom recenzija s najvišom ili najnižom mogućom ocjenom. Tvrtka za analizu Brandwatch utvrdila je da je 60 posto online rasprava o seriji u nekoliko dana nakon njezine premijere bilo negativno i usredotočeno na spor tempo, loše pisanje i glumu, oslanjanje na vizualne efekte i razlike od Tolkienovih spisa. Ostalih 40 posto pohvalilo je seriju zbog obećavajućeg zapleta, intrigantnih likova, kinematografije koja "oduzima dah" i poštovanja prema Tolkienu. Raspravljajući o ovim podacima za TechRadar, Tom Power je rekao da su mnogi od negativnih odgovora bili od obožavatelja Tolkiena koji vjerojatno uopće nisu željeli da se serija napravi, ili običnijih obožavatelja koji su bili pod utjecajem stavova te grupe. Pozitivne reakcije pripisao je "ljubiteljima televizije" i drugim obožavateljima. Cindy White iz The A. V. Cluba opisala je dio diskursa obožavatelja kao "borbu između vjernih [Tolkien] obožavatelja koji jednostavno žele sačuvati integritet stvari koju vole i multinacionalne korporacije koja želi unovčiti tu odanost", i Anthony Palomba, profesor poslovne administracije na Sveučilištu Virginia, također je djelomično pripisao odgovore "super diehard ljudima" koji nisu nužno odražavali stavove opće publike. Shaun Gunner, predsjednik Tolkienova društva, složio se da su odgovori na seriju izvan društvenih medija bili nijansiraniji. Izjavio je da su među članovima društva neki voljeli seriju, drugi nisu bili sigurni, ali "vrlo malo ljudi je jednostavno otpisuje ... oprezni optimizam vjerojatno je ono gdje je većina ljudi."

#### Kontroverza kastinga
Glumac Lenny Henry otkrio je u listopadu 2021. da su on i drugi tamnoputi glumci dobili ulogu Harfoota, što je objašnjeno Tolkienovim opisom Harfoota kao "smeđe kože". Nekoliko glumaca koji nisu bijelci također su dobili ulogu vilenjaka i patuljaka po prvi put u franšizi. Nakon što je to otkriveno, Amazon je dobio reakciju korisnika društvenih medija koji su se žalili na te odluke o odabiru glumaca, uključujući argumente da je Tolkien sam vilenjake, patuljke i hobite opisivao kao bijelce i da su ti odabiri stoga bili nepoštivanje njegovih djela. Službeni računi serije na društvenim mrežama uklonili su neke od komentara koji su se smatrali rasističkim. Producenti su rekli da su očekivali da će dobiti takve poruke, ali su željeli osigurati da serija odražava "kako svijet zapravo izgleda" i smatrali su da će ovaj pristup glumcima biti bliži duhu knjiga. Izvršna producentica Lindsey Weber izjavila je: "Tolkien je za svakoga. Njegove priče govore o njegovim izmišljenim rasama koje daju sve od sebe kada napuste izolaciju vlastitih kultura i okupe se." Članovi glumačke ekipe pohvalili su ovaj pristup, uključujući Henryja. Cynthia Addai-Robinson ponovila je Weberove komentare, navodeći da Tolkien istražuje "ljude različitih etničkih pripadnosti, podrijetla i društvenih slojeva koji se svi okupljaju radi zajedničkog cilja. Za mene osobno, kao gledatelja, očekivao bih da [serija] odražavala bi stvarni svijet, kao i svijet kakav želim da bude.” 
Darren Mooney iz The Escapista opisao je ove odgovore kao "reakcionarnu reakciju koja prati svaki moderni projekt sa ženskim likovima ili obojenim likovima". Andrew Blair iz Den of Geeka raspravljao je o tome kako je ovo primjer sve većeg broja rasističkih i seksističkih pritužbi određenih online grupa o različitim medijskim projektima tijekom prethodnog desetljeća (poput ponovnog pokretanja Istjerivača duhova iz 2016. i nastavka trilogije Ratova zvijezda), koristeći neke utvrđene tehnike kao što su "slanje neželjene pošte i preplavljujući razgovor". Kao dio reakcije na raznim internetskim forumima i u odjeljcima za komentare, članovi ovih grupa često su koristili sljedeći citat koji su netočno pripisali Tolkienu: "Zlo nije u stanju stvoriti ništa novo, ono može samo iskriviti i uništiti ono što je izmišljeno ili napravljeno silama dobrog." Blair je smatrao da to "kolosalno nedostaje samosvijesti".  TheGamerov Ben Sledge usporedio je reakciju s homofobnim pritužbama na izbor Iana McKellena za ulogu Gandalfa u filmovima Gospodar prstenova. Sledge je prihvatio argument da se Tolkien nadao stvoriti mitologiju i izmišljenu povijest za Britaniju u svojim spisima, ali je rekao da pretpostavka da su svi ljudi u britanskoj povijesti bili bijelci nije povijesno točna i da se ionako ne odnosi na fantastične priče; Dimitra Fimi, predavačica fantazije i dječju književnost i stručnjak za Tolkiena na Sveučilištu u Glasgowu, napisala je članak s Marianom Rios Maldonado za The Conversation koji se složio sa Sledgeom u ovom gledištu, raspravljajući o britanskoj povijesti raznolikosti, slobodi prilagodbi kako bi se napravile promjene gdje je to potrebno, i da Tolkien često nije raspravljao o biologiji svojih likova, ali je sugerirao postojanje tamnoputih vilenjaka u nacrtima Silmariliona.
Rasprava o reakciji glumaca nastavila se nakon premijere serije, uključujući analizu navodnog bombaškog napada na recenzije na internetskim stranicama kao što su Rotten Tomatoes, IMDb i Google. Angus Dalton iz The Sydney Morning Heralda otkrio je da "mnoge Googleove recenzije s jednom zvjezdicom koje se najviše sviđaju navode uključivanje crnih i smeđih glumaca u seriju". O tome je razgovarao s Helen Young, predavačicom pisanja i književnosti na Sveučilištu Deakin, kao i članicom uredničkog odbora časopisa Journal of Tolkien Research, koja je sugerirala da postoji samo mala skupina obožavatelja koji izražavaju ovakva stajališta, ali ih pojačavaju "politički aktivisti krajnje desnice" kako bi stvorili lažnu priču da "pravi obožavatelji Tolkiena ne žele obojene glumce u svom Međuzemlju". Dalton je također primijetio kritike da je Galadriel prikazana kao jača od muških vilenjaka.
Početkom rujna 2022., portorikanski glumac Ismael Cruz Córdova rekao je da je nekoliko godina primao poruke koje su sadržavale "čisti i zlobni govor mržnje" zbog njegove glume vilenjaka. Ubrzo nakon toga, glumci filma Gospodar prstenova Elijah Wood, Billy Boyd i Dominic Monaghan objavili su svoju fotografiju na društvenim mrežama u majicama s ljudskim, hobitskim i vilenjačkim ušima s različitim tonovima kože uz rečenicu "Svi ste ovdje dobrodošli “ na vilenjačkom. Glumački kolega Sean Astin objavio je svoju fotografiju sa šeširom istog dizajna. Odjeća s tim dizajnom bila je dostupna za kupnju, a polovica ukupnog prihoda otišla je u dobrotvorne svrhe koja podržava obojene osobe. Glumačka postava Prstenova moći također je objavila zajedničku izjavu koristeći hashtag #YouAreAllWelcomeHere koja je na sličan način osudila rasizam s kojim se suočilo nekoliko njihovih članova. Orlando Bloom, koji je tumačio Legolasa u originalnoj trilogiji filmova i Hobitu, objavio je svoju sliku s Cruzom Córdovom, označivši je "prijatelj" na vilenjačkom.